# Il pirata
Il pirata és una òpera en dos actes de Vincenzo Bellini, amb llibret de Felice Romani, inspirat en el drama Bertram, or The Castle of Saint-Aldobrand, de Charles Maturin, tot i que el títol es va prendre, presumiblement, de la novel·la The Pirate, de Walter Scott. S'estrenà al Teatro alla Scala de Milà el 27 d'octubre de 1827. Fou la primera òpera de Bellini que generà un gran èxit als escenaris i que el consagrà definitivament.
Aquesta òpera, d'una considerable dificultat i molt poques vegades programada abans del renaixement belcantista de la segona meitat del segle xx, s'ha difós gradualment a través d'enregistraments realitzats per grans dives, gairebé sempre en versions pirata. La recuperació d'Il pirata es deu a l'enregistrament que va fer Maria Callas l'any 1959, que encara que severament tallada, va donar a conèixer la primera òpera adulta de Bellini amb totes les seves belleses.
La Callas va fer un esforç per donar dignitat a un enregistrament amb un equip vocal molt fluix,
i amb un director que impulsava l'orquestra de forma verdiana. Tanmateix en la seva interpretació es conserva tot el que d'aquest naufragi es va poder salvar, sobretot la famosa ària
Col sorriso d'innocenza, de la qual existeixen altres enregistraments de la diva.

## Gènesi
Després de l'èxit de Bianca e Fernando, Bellini es trasllada de Nàpols a Milà (on va arribar el 12 d'abril de 1827) amb la idea de fer front a l'audiència del Teatro alla Scala. L'empresari Domenico Barbaja va donar suport al jove compositor aconsellant el poeta Felice Romani, el llibretista oficial en el moment del teatre més important de Milà. Però també havia de convèncer els socis de l'empresa, reticents a escriure per un mestre de poc més de principiant. Amb aquesta finalitat, el mateix Romani, en trobar-se en perfecta harmonia amb Bellini, va expressar la seva disposició de renunciar al seu sou, el que, en última instància, no fou necessari.	

## Estrena
L'èxit de l'estrena del 1827 fou aclaparador i el compositor sicilià, amb només 26 anys, obtenia d'aquesta manera fama internacional i començava a fer honor al títol que l'assenyalava com "el gran purista de la veu". Amb aquesta òpera encetava una més que fructífera col·laboració amb el llibretista Felice Romani, que donaria, pocs anys després, títols tan memorables com La sonnambula i Norma, entre d'altres. Il Pirata és una de les òperes més representatives del repertori romàntic italià. Profundament dramàtica, amb una orquestració densa, constitueix un repte tècnic per a les veus protagonistes i conté àries de gran bellesa, entre les quals destaca Col sorriso d'innocenza, que Imogene canta en l'escena de la follia.

## Argument
L'acció es desenvolupa durant el segle xiii, al castell sicilià de Caldora i
els seus voltants. Els personatges principals són Gualterio, cap d'una colla de pirates aragonesos, el duc de Caldora, etern rival de Gualterio, i Imogene, una noble dama casada contra la seva voluntat amb el duc.
Després d'un naufragi, Gualtiero arriba a Caldora i es retroba amb Imogene, però ella ja no és una dona lliure i li aconsella que marxi al més aviat possible de l'illa. Amb ressons victoriosos arriba el duc que, per intercessió d'Imogene, decideix deixar lliures els pirates, sense saber que el seu rival amorós es troba entre ells. Però la tragèdia els assetja i, quan descobreix que Gualtiero és viu, només pensa en la venjança. El duc mor en el duel i, en ésser capturat, Gualtiero és condemnat a mort. Completament trastornada, Imogene es desmaia en braços dels seus acompanyants assegurant que l'execució de Gualtiero serà la causa de la seva mort.
Tot i el caràcter diabòlic de Gualterio en la versió original, aquí se'l presenta simplement com un amant amb despit i enemic polític del duc.

## Números musicals més destacats
- Obertura
- Acte 1
  - Escena lo vivo ancor ... Nel furor delle tempeste (recitatiu, ària i cabaletta de Gualtiero)
  - Duo Pietosa al padre! ... Bagnato dalle lagrime (Gualtiero i Imogene)
- Acte II
  - Escena Oh, s'io potessi dissipar ..., Col sorriso d'innocenza (ària de la bogeria d'Imogene)

## Selecció de gravacions
| Any  | Personatges (Imogene, Gualtiero, Ernesto, Goffredo)                    | Director, Teatre d'òpera i orquestra                            | Segell                                                   |
| ---- | ---------------------------------------------------------------------- | --------------------------------------------------------------- | -------------------------------------------------------- |
| 1959 | Maria Callas, Pier Miranda Ferraro, Constantino Ego, Chester Watson    | Nicola Rescigno, Orquestra i cor de l'American Opera Society    | Audio CD: EMI Classics Cat: D232361 (en viu)             |
| 1971 | Montserrat Caballé, Bernabé Martí, Piero Cappuccilli, Ruggero Raimondi | Gianandrea Gavazzeni, Radiotelevisione Italiana Orquestra i cor | Audio CD: EMI Classics Cat: 7243 567121 (Re-issued 2005) |
| 1994 | Lucia Aliberti, Stuart Neill, Roberto Frontani, Kelly Anderson         | Marcello Viotti, Orquestra de l'Òpera de Berlín                 | Audio CD: Berlin Classics Cat: B0000035MR                |